# Симфония № 3 (Шуман)
Симфония № 3 ми-бемоль мажор, op. 97 (Рейнская симфония) Роберта Шумана написана им между 7 ноября и 9 декабря 1850 года. Хронологически она является последней (четвёртой), поскольку опубликованную в 1851 году симфонию в ре-минор ор. 120, которая традиционно называется Симфонией Шумана № 4, он сочинил ещё в 1841 году.
Наименование «Рейнская симфония» указывает на то, что произведение написано вскоре после переезда из Дрездена в Дюссельдорф. Возбуждение, которое переезд произвёл на композитора, отражается на жизнерадостном основном настроении произведения, которое часто интерпретируется как отражение «рейнской радости». Прозвание симфонии не происходит от самого Шумана, тем не менее, основано, в том числе и на его отзыве, что произведение вдохновлено впечатлением, которое произвёл на него Кёльнский собор. Премьера симфонии состоялась 6 февраля 1851 года в Дюссельдорфе, дирижировал сам автор.
Симфония состоит из пяти частей:
1. Lebhaft
2. Scherzo: Sehr mäßig
3. Nicht schnell
4. Feierlich
5. Lebhaft